# Mehrfamilienhaus Kirchenpauerstraße 20
Das Mehrfamilienhaus Kirchenpauerstraße 20, Ecke Reinekestraße, in der niedersächsischen Kreisstadt Cuxhaven im Landkreis Cuxhaven stammt vom Anfang des 20. Jahrhunderts.
Aktuell (2024) wird es für Wohnungen, Ferienwohnungen und Büros genutzt.
Das Gebäude in der Gruppe Wohnhäuser südlich der Schillerstraße steht unter Denkmalschutz (siehe auch Liste der Baudenkmale in Cuxhaven).

## Geschichte und Beschreibung
Große Teile der Stadterweiterung um 1900 südlich der Schillerstraße sind gut erhalten, viele im originalen Erscheinungsbild. Dazu gehören ein- bis dreigeschossige Wohnhäuser im Bereich Am Grünen Weg, Schillerplatz, Grandauerstraße und Kirchenpauerstraße. Sie stammen von verschiedenen namhaften Cuxhavener Architekten wie Rudolph Glocke, John Polack und Richard Alberts, welche die historisierenden Fassaden in den Formen des Barocks, des französischen Rokokos und des Jugendstils entwarfen. Zurückhaltender sind die zwei- und dreigeschossigen, zwischen 1904 und 1908 entstandenen Häuser an der Reinekestraße mit historisierender Ornamentik im floralen Jugendstil.
Das dreigeschossige traufständige verputzte Eckgebäude auf Keller mit ziegelgedecktem Mansarddach sowie Giebelerker und turmartigem achteckigen dreigeschossigen Erker an der Ecke wurde 1909 nach Plänen von August Lunden gebaut. Die straßenseitigen Schmuckfassaden wurden gestaltet mit zwei Risaliten, streng geometrischen farblichen Putzmusterungen in den Brüstungsfeldern und einfachen Traufgesimsen. Der überdachte Eingang ist an der Westseite.
Das Landesdenkmalamt befand u. a.: „… Zeugnis- und Schauwert im Hinblick auf die geschichtliche, künstlerische und städtebauliche Bedeutung … .“